# Pływanie na Letnich Igrzyskach Olimpijskich 1988 – 400 m stylem zmiennym mężczyzn
400 m stylem zmiennym mężczyzn – jedna z konkurencji pływackich, które odbyły się podczas XXIV Igrzysk Olimpijskich w Seulu. Eliminacje miały miejsce 20 września, a finały 21 września 1988 roku.
Złoty medal zdobył Węgier Tamás Darnyi, który ustanowił nowy rekord świata (4:14,75). Srebro wywalczył Amerykanin David Wharton (4:17,36), a brąz Włoch Stefano Battistelli (4:18,01).

## Rekordy
Przed zawodami rekord świata i rekord olimpijski wyglądały następująco:
| Rekord            | Zawodnik     | Czas    | Miejsce     | Data             |
| ----------------- | ------------ | ------- | ----------- | ---------------- |
| Rekord świata     | Tamás Darnyi | 4:15,42 | Strasburg   | 19 sierpnia 1987 |
| Rekord olimpijski | Alex Baumann | 4:17,41 | Los Angeles | 30 lipca 1984    |

W trakcie zawodów ustanowiono następujące rekordy:
| Data        | Etap konkurencji | Zawodnik     | Czas    | Rekord |
| ----------- | ---------------- | ------------ | ------- | ------ |
| 20 września | eliminacje       | Tamás Darnyi | 4:16,55 | OR     |
| 21 września | finał A          | Tamás Darnyi | 4:14,75 | ,      |

## Wyniki

### Eliminacje
Najszybszych ośmiu zawodników zakwalifikowało się do finału A (Q), a kolejnych ośmiu do finału B (q).
| Miejsce | Wyścig | Zawodnik                 | Państwo           | Czas      | Uwagi |
| ------- | ------ | ------------------------ | ----------------- | --------- | ----- |
| 1.      | 5      | Tamás Darnyi             | Węgry             | 4:16,55   | Q,    |
| 2.      | 3      | Patrick Kühl             | NRD               | 4:18,60   | Q     |
| 3.      | 5      | Stefano Battistelli      | Włochy            | 4:20,43   | Q     |
| 4.      | 4      | David Wharton            | Stany Zjednoczone | 4:20,84   | Q     |
| 5.      | 4      | József Szabó             | Węgry             | 4:20,85   | Q     |
| 6.      | 4      | Jens-Peter Berndt        | RFN               | 4:20,93   | Q     |
| 7.      | 5      | Peter Bermel             | RFN               | 4:22,78   | Q     |
| 8.      | 5      | Luca Sacchi              | Włochy            | 4:23,37   | Q     |
| 9.      | 3      | Christophe Bordeau       | Francja           | 4:23,46   | q     |
| 10.     | 3      | Jeff Kostoff             | Stany Zjednoczone | 4:24,10   | q     |
| 11.     | 5      | Jon Kelly                | Kanada            | 4:24,62   | q     |
| 12.     | 3      | Robert Bruce             | Australia         | 4:25,15   | q     |
| 13.     | 3      | Michaił Zubkow           | ZSRR              | 4:25,30   | q     |
| 14.     | 5      | Rob Woodhouse            | Australia         | 4:25,60   | q     |
| 15.     | 5      | Charalambos Papanikolaou | Grecja            | 4:26,72   | q     |
| 16.     | 4      | Paul Brew                | Wielka Brytania   | 4:27,22   | q     |
| 17.     | 4      | Yoshiyuki Mizumoto       | Japonia           | 4:28,11   |       |
| 18.     | 3      | Laurent Journet          | Francja           | 4:29,03   |       |
| 19.     | 2      | Ondřej Bureš             | Czechosłowacja    | 4:29,62   |       |
| 20.     | 3      | Salvador Vassallo        | Portoryko         | 4:30,37   |       |
| 21.     | 2      | Javier Careaga           | Meksyk            | 4:30,71   |       |
| 22.     | 2      | Rui Borges               | Portugalia        | 4:30,79   |       |
| 23.     | 5      | Michael Meldrum          | Kanada            | 4:31,74   |       |
| 24.     | 2      | Renato Ramalho           | Brazylia          | 4:31,95   |       |
| 25.     | 3      | Takahiro Fujimoto        | Japonia           | 4:33,03   |       |
| 26.     | 2      | Diogo Madeira            | Portugalia        | 4:35,00   |       |
| 27.     | 4      | Martín López-Zubero      | Hiszpania         | 4:35,68   |       |
| 28.     | 2      | Lee Jae-soo              | Korea Południowa  | 4:40,46   |       |
| 29.     | 1      | Jonathan Sakovich        | Guam              | 4:44,78   |       |
| 30.     | 2      | René Concepcion          | Filipiny          | 4:48,00   |       |
| 31.     | 1      | Sultan Al-Otaibi         | Kuwejt            | 4:50,16   |       |
| 32.     | 1      | Julian Bolling           | Sri Lanka         | 4:53,61   |       |
| 33 !    | 2      | Desmond Koh              | Singapur          | 9:99,99 ! | DSQ   |
| 33 !    | 4      | John Davey               | Wielka Brytania   | 9:99,99 ! | DSQ   |
| 33 !    | 4      | Jan Bidrman              | Szwecja           | 9:99,99 ! | DNS   |

### Finały

#### Finał B
| Miejsce | Tor | Zawodnik                 | Państwo           | Czas    | Uwagi |
| ------- | --- | ------------------------ | ----------------- | ------- | ----- |
| 1.      | 5   | Jeff Kostoff             | Stany Zjednoczone | 4:22,95 |       |
| 2.      | 4   | Christophe Bordeau       | Francja           | 4:23,39 |       |
| 3.      | 6   | Robert Bruce             | Australia         | 4:24,33 |       |
| 4.      | 3   | Jon Kelly                | Kanada            | 4:25,02 |       |
| 5.      | 2   | Michaił Zubkow           | ZSRR              | 4:25,44 |       |
| 6.      | 7   | Rob Woodhouse            | Australia         | 4:26,14 |       |
| 7.      | 8   | Paul Brew                | Wielka Brytania   | 4:26,77 |       |
| 8.      | 1   | Charalambos Papanikolaou | Grecja            | 4:27,95 |       |

#### Finał A
| Miejsce | Tor | Zawodnik            | Państwo           | Czas    | Uwagi |
| ------- | --- | ------------------- | ----------------- | ------- | ----- |
| 1 !     | 4   | Tamás Darnyi        | Węgry             | 4:14,75 | WR    |
| 2 !     | 6   | David Wharton       | Stany Zjednoczone | 4:17,36 |       |
| 3 !     | 3   | Stefano Battistelli | Włochy            | 4:18,01 |       |
| 4.      | 2   | József Szabó        | Węgry             | 4:18,15 |       |
| 5.      | 5   | Patrick Kühl        | NRD               | 4:18,44 |       |
| 6.      | 7   | Jens-Peter Berndt   | RFN               | 4:21,71 |       |
| 7.      | 8   | Luca Sacchi         | Włochy            | 4:23,23 |       |
| 8.      | 1   | Peter Bermel        | RFN               | 4:24,02 |       |